# Salamon-szigeteki kakadu
A Salamon-szigeteki kakadu (Cacatua ducorpsii) a madarak osztályának a papagájalakúak (Psittaciformes) rendjéhez és a kakadufélék (Cacatuidae) családjához tartozó faj.

## Előfordulása
Pápua Új-Guinea és a Salamon-szigetek területén honos.

## Megjelenése
Testhossza 32 centiméter, a tojó valamivel kisebb. Tollazata és bóbitája is fehér.

## Életmódja
Tápláléka magokból és gyümölcsökből áll.